# Cadalen
Cadalen é uma comuna francesa na região administrativa da Occitânia, no departamento de Tarn. Estende-se por uma área de 40.41 km², e possui 1.529 habitantes, segundo o censo de 2018, com uma densidade de 38 hab/km².